# Gerson Lwenge
Gerson Hosea Lwenge (* 20. Januar 1951) ist ein tansanischer Politiker der Partei der Revolution CCM (Chama Cha Mapinduzi), der zwischen 2010 und 2020 Mitglied der Nationalversammlung (Bunge) sowie von 2015 bis 2017 Minister für Wasser und Bewässerung war.

## Leben
Gerson Hosea Lwenge besuchte zwischen 1960 und 1963 die Palangawawu Primary School, von 1964 bis 1965 die Ilembula Primary School sowie zwischen 1966 und 1967 die Wanging'ombe Primary School, die er mit einem Certificate of Primary Education Examination (CPEE) beendete. Danach absolvierte er von 1968 bis 1971 die Tosamaganga Secondary School, an der er ein Certificate of Secondary Education Examination (CSEE) erwarb, sowie zwischen 1972 und 1973 die Mkwawa Secondary School, die er mit einem Advanced Certificate of Secondary Education Examination (ACSEE) beendete. 1974 begann er ein Studium der Ingenieurwissenschaften an der University of Dar es Salaam (UDSM), welches er 1978 mit einem Bachelor beendete. Daraufhin begann er 1979 seine berufliche Laufbahn im Ministerium für öffentliche Arbeiten und war zunächst zwischen 1979 und 1980 Ingenieur sowie im Anschluss von 1981 bis 1992 Regionalingenieur. Während dieser Zeit absolvierte er zwischen 1989 und 1990 einen postgradualen Studiengang an der Technischen Universität Braunschweig und schloss diesen mit einem Diplom ab.
Lwenge war von 1993 bis 1995 als Residenz-Ingenieur für das Entwicklungsprogramm der Vereinten Nationen (UNDP) und den Kapitalentwicklungsfonds der Vereinten Nationen (UNCDF) in Sansibar tätig sowie im Anschluss zwischen 1996 und 1999 erneut Regionalingenieur des Ministeriums für öffentliche Arbeiten, ehe er von 2000 bis 2010 Regionalmanager der Nationalen Straßenagentur TANROADS (Tanzania National Roads Agency) war. Daneben begann er sein politisches Engagement für die Partei der Revolution CCM (Chama Cha Mapinduzi) und war unter anderem zwischen 2007 und 2020 Mitglied eines Distriktsrates.
2010 wurde Gerson Lwenge erstmals Mitglied der Nationalversammlung (Bunge) und vertrat in dieser nach seiner Wiederwahl 2015 den Wahlkreis Wanging’ombe bis 2020. Er war zugleich zwischen 2010 und 2020 Mitglied des Politischen Komitees der CCM und fungierte von 2010 bis 2012 erst als stellvertretender Minister für Wasser sowie daraufhin zwischen 2012 und 2015 als stellvertretender Minister für öffentliche Arbeiten. 2015 wurde er im Kabinett von Premierminister Kassim Majaliwa Minister für Wasser und Bewässerung (Minister of Water and Irrigation) und bekleidete dieses Amt bis 2017, woraufhin Isack Aloyce Kamwelwe seine Nachfolge antrat. Zugleich war er von 2015 bis 2018 in der Nationalversammlung Mitglied des Ausschusses für Landwirtschaft, Viehzucht und Wasser.

## Weblink
- Hon. Eng. Gerson Hosea Lwenge. In: Homepage der Nationalversammlung (Bunge). Abgerufen am 15. Juli 2023 (englisch).

| Personendaten    | Personendaten                             |
| ---------------- | ----------------------------------------- |
| NAME             | Lwenge, Gerson                            |
| ALTERNATIVNAMEN  | Lwenge, Gerson Hosea (vollständiger Name) |
| KURZBESCHREIBUNG | tansanischer Politiker                    |
| GEBURTSDATUM     | 20. Januar 1951                           |